# Panchkula

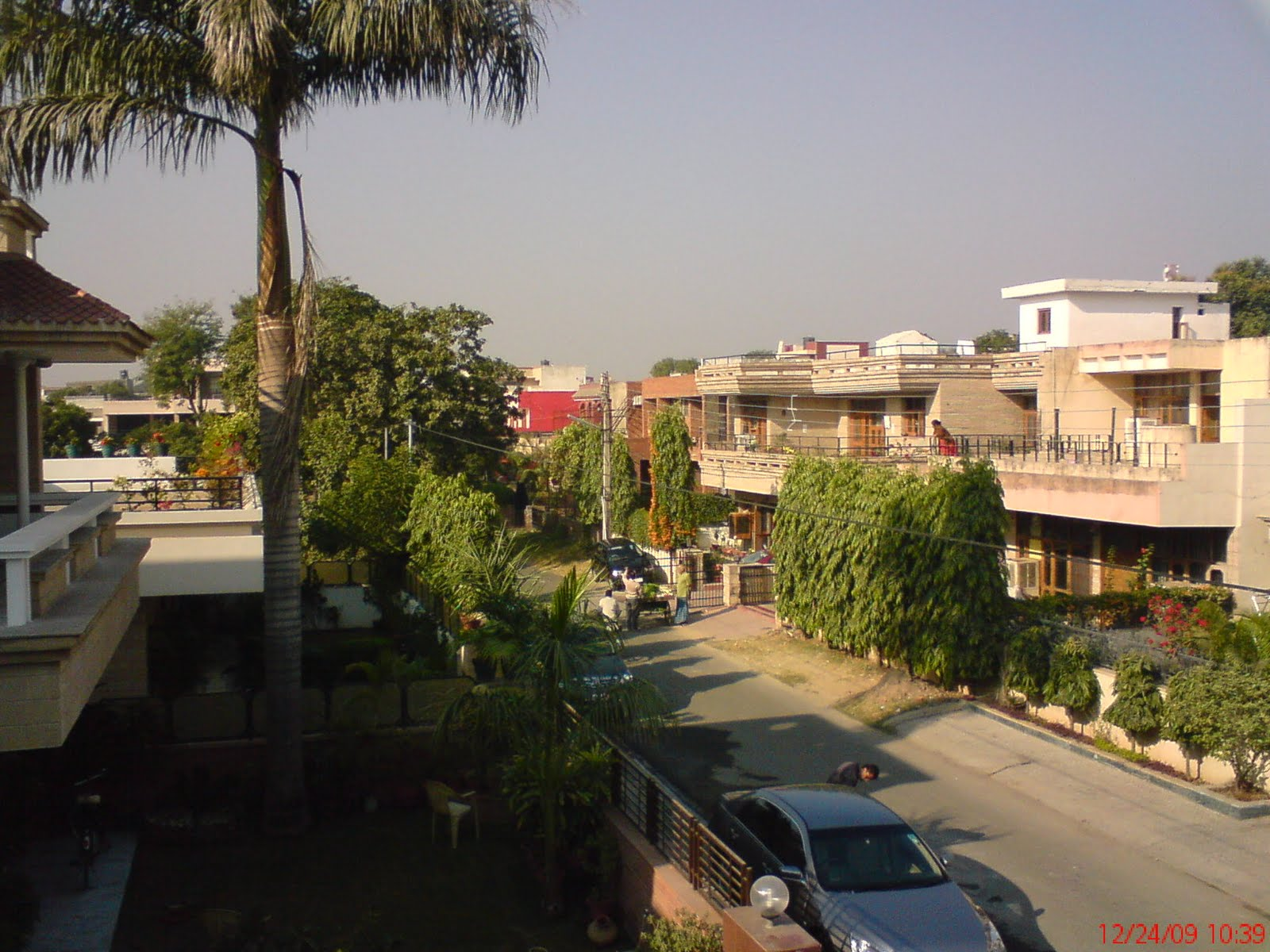
Gata i Panchkula.

Panchkula är en stad i den indiska delstaten Haryana och är belägen strax öster om Chandigarh. Den är administrativ huvudort för ett distrikt med samma namn och hade 211 355 invånare vid folkräkningen 2011.